# Laurent Vidal
Laurent Vidal (Sète, 18 februari 1984 – Gigean, 10 november 2015) was een Frans triatleet. 

## Biografie
Vidal begon zijn carrière als triatleet in 2002. Op de Europese Kampioenschappen korte afstand voor junioren werd hij 2de achter de Belg Peter Croes. Op de Wereldkampioenschappen triatlon 2009 eindigde hij als zesde na acht wedstrijden. Zijn beste resultaat was een derde plaats in Kitzbühel. Hij nam twee keer deel aan de Olympische Spelen. Op de Triatlon op de Olympische Zomerspelen 2008 werd hij 36ste. Vier jaar later werd hij 5de in Londen. 
Vidal, die verloofd was met triatlete Andrea Hewitt, overleed op 10 november 2015, op 31-jarige leeftijd, ten gevolge van een hartaanval.

## Titels
- Frans kampioen triatlon olympische afstand - 2009, 2011, 2012

## Palmares
2013
- Alpentriatlon
- 7e WK olympische afstand

2012
- 5e Olympische Spelen
- Alpentriatlon
- Frans kampioen korte afstand

2011
- Alpentriatlon
- Frans kampioen korte afstand
- 7e WK  olympische afstand

2009
- 6e WK
- Frans kampioen korte afstand

2002
- EK junioren